# DeLisha Milton-Jones
DeLisha Milton-Jones (* 11. September 1974 in Riceboro, Georgia, Vereinigte Staaten) ist eine US-amerikanische Basketball-Spielerin. Zurzeit spielt sie für die Atlanta Dream in der Women’s National Basketball Association auf der Position des Forwards.

## Karriere

### College (1993 bis 1997)
Milton-Jones studierte von 1993 bis 1997 an der University of Florida, wo sie 1997 ihren Abschluss in Sport-Management machte, außerdem belegte sie Massenkommunikation als Nebenfach. Während ihrer Zeit am College spielte Milton-Jones auch für das Damen-Basketballteam der Universität den Gators. Auch wenn der große mannschaftliche Erfolg während dieser Zeit für Milton-Jones ausblieb, konnte sie trotzdem einige individuelle Auszeichnungen gewinnen, wie zum Beispiel die Wade Trophy 1997.

### Vereine

#### ABL (1997 bis 1998)
Ihre Profi-Karriere begann Milton-Jones in der American Basketball League bei den Portland Power, die sie im ABL Draft 1997 in der ersten Runde an der insgesamt zweiten Stelle auswählten. Sie spielte nur in der Saison 1997/98 für die Powers, da die Liga nach dieser Saison aufgelöst wurde. Deshalb wechselte sie wie viele andere Spielerinnen der ABL in die WNBA.

#### WNBA (seit 1999)
Milton-Jones wurde schließlich beim WNBA Draft 1999 von den Los Angeles Sparks in der ersten Runde an der insgesamt vierten Stelle ausgewählt. Bereits in ihrer ersten Saison für die Sparks stand sie immer in der Startformation, was außer Lisa Leslie niemand von den Sparks schaffte. An der Seite von Leslie schaffte sie mit den Sparks in den ersten beiden Saisons den Sprung in die Conference Finals, wo jedoch beide Male Endstation für sie und die Sparks war. In der Saison 2001 stand sie zwar erstmals nicht in allen Spielen in der Startformation, trotzdem bekam sie mit 29,3 Minuten noch sehr viel Spielzeit, außerdem konnte sie mit einem Punkteschnitt von 10,3 zum zweiten Mal in Folge die 10-Punktemarke knacken. Der größte Erfolg in dieser Saison war aber zweifellos der Gewinn der Meisterschaft. Dieses Meisterstück konnte sie mit den Sparks in der darauffolgenden Saison wiederholen. In der Saison 2003 stand sie mit einer Spielzeit von 35 Minuten pro Spiel fast immer die gesamte Spielzeit auf dem Feld. Dabei erzielte sie mit 13,4 Punkten und 7,1 Rebounds pro Spiel in beiden Kategorien eine neue persönliche Bestmarke, die letztere ist heute noch gültig. In der Saison 2004 stand sie auf Grund einer Verletzung nur in den ersten 19 Spielen für die Sparks auf dem Spielfeld. Nach der Saison 2004 wurde sie für Chamique Holdsclaw und einem Erstrunden-Pick im WNBA Draft 2005 zu den Washington Mystics transferiert. Während sie mit den Sparks regelmäßig die Playoffs erreichte verpasste sie in der Saison 2005 mit den Mystics knapp die Playoffs. In der Saison 2006 hatte sie mit ihrem Punkteschnitt von 14,6 pro Spiel maßgeblichen Anteil daran, dass die Mystics zum vierten Mal in ihrer Geschichte die Playoffs erreichten, jedoch waren die Playoffs bereits nach der ersten Runde für sie beendet. Am 22. April 2008 wurde sie für Taj McWilliams-Franklin und einem Erstrunden-Pick im WNBA Draft 2009 zurück zu den Sparks transferiert. In der Saison 2008 bekam sie nach wie vor sehr viel Spielzeit und war eine wichtige Spielerin an der Seite von Leslie und Candace Parker. In dieser Saison erreichte sie mit den Sparks bereits zum insgesamt fünften Mal die Conference Finals, nachdem sie überraschend die Seattle Storm besiegt hatten. Jedoch waren sie in den Finals gegen die San Antonio Silver Stars chancenlos. Im Februar 2009 gaben die Sparks bekannt, dass sie den Vertrag mit DeLisha um drei Jahre bis 2012 verlängerten. Nach Ende dieses Vertrages wechselte sie 2013 zu den San Antonio Silver Stars. Im Saisonverlauf wurde sie aber bereits an die New York Liberty weitergegeben. Auch im Verlauf der Saison 2014 fand für sie ein Teamwechsel statt. Diesmal waren die Atlanta Dream das Ziel. Diesem Team gehört Milton-Jones auch aktuell noch an. Sie hat mittlerweile 499 WNBA-Spiele bestritten und ist damit Rekordhalterin. In der Saison 2016 hat sie die Möglichkeit als erste Frau ihr 500. WNBA-Spiel zu bestreiten.

#### Europäische Mannschaften (seit 2001)
Die jährliche WNBA-Saisonpause nützt Milton-Jones um bei verschiedenen europäischen Basketballmannschaften zu spielen. 2003 gewann sie mit dem UMMC Ekaterinburg die Euroleague Women. Diesen Erfolg konnte sie 2006 mit den Gambrinus Brno wiederholen. Nach weiteren Stationen in Spanien und Tschechien spielt sie zuletzt für Tarsus Belediye in der Türkei.

### Nationalmannschaft
Milton-Jones gewann mit der US-amerikanischen Basketballnationalmannschaft bei den Olympischen Sommerspielen 2000 in Sydney, sowie bei den Olympischen Sommerspielen 2008 in Peking die Goldmedaille. Außerdem gewann sie 1998 und 2002 mit dem US-Team auch die Basketball-Weltmeisterschaft. 2006 war sie auch beim Erreichen der Bronze-Medaille beteiligt. Zusätzlich konnte sie mit der Nationalmannschaft 2007 die Amerikameisterschaft gewinnen.

### Auszeichnungen

#### College
- 1997 SEC Player of the Year
- 1997 Wade Trophy
- 1997 First Team All American
- 1997 First Team All SEC
- 1996 First Team All SEC
- 1995 Second Team All SEC
- 1994 SEC All Freshman team

#### International
- 2008 Goldmedaille bei den Olympischen Sommerspielen
- 2007 Goldmedaille beim Tournament of Americas
- 2006 Bronzemedaille bei der FIBA Weltmeisterschaft
- 2002 Goldmedaille bei der FIBA Weltmeisterschaft
- 2002 Goldmedaille beim Opals World Challenge
- 2000 Goldmedaille bei den Olympischen Sommerspielen
- 1998 Goldmedaille bei der FIBA Weltmeisterschaft
- 1997 Goldmedaille bei den World University Games